# Clypeoplex cerophagus
Clypeoplex cerophagus là một loài tò vò trong họ Ichneumonidae.